# NGC 5508
NGC 5508 في الفهرس العام الجديد، هي مجرة، تقع في كوكبة العواء. اكتشفت في 20 أبريل 1882 بواسطة إدوارد ستيفان.

## روابط خارجية
- NGC 5508 على موقع ويكي سكاي: DSS2, SDSS, GALEX, IRAS, Hydrogen α, X-Ray, Astrophoto, Sky Map, Articles and images